# Nandambakkam (ort)
Nandambakkam är en ort i Indien.   Den ligger i distriktet Kancheepuram och delstaten Tamil Nadu, i den södra delen av landet, 1 800 km söder om huvudstaden New Delhi. Nandambakkam ligger 24 meter över havet och antalet invånare är 8 540.
Terrängen runt Nandambakkam är mycket platt. Runt Nandambakkam är det mycket tätbefolkat, med 3 895 invånare per kvadratkilometer. Närmaste större samhälle är Pallāvaram, 9,0 km öster om Nandambakkam. Runt Nandambakkam är det i huvudsak tätbebyggt.